# Etroplinae
Az Etroplinae a sugarasúszójú halak (Actinopterygii) osztályába, a sügéralakúak (Perciformes) rendjébe és a Cichlidae családjába tartozó alcsalád.

## Rendszerezés
Cichlidae (Teleostei: Perciformes)
- Etroplinae
  - Etroplus (Cuvier, 1830)
    - szalagos indiai tarkasügérEtroplus suratensis (Bloch, 1790)
    - pettyes indiai tarkasügér (Etroplus maculatus)
    - Etroplus canarensis (Day, 1877)

- - Paretroplus
  - High-bodied csoport (J. Sparks, 1999) 
    - Paretroplus polyactis  (Bleeker, 1878)
    - Paretroplus petiti  (Pellegrin, 1929)
    - Paretroplus maculatus  (Kiener & Maugé, 1966)
    - Paretroplus menarambo  (Allgayer, 1996) [IUCN - extinct in the Wild 2004]
    - Paretroplus maromandia  (Sparks & Reinthal, 1999)
    - Paretroplus damdabe  (Sparks, 2002)

  - Low-bodied csoport (Sparks, 1999)
    - Paretroplus damii  (Bleeker, 1868)
      - P. aff. damii

    - Paretroplus nourissati  (Allgayer, 1998)
      - P. aff. nourissati

    - Paretroplus tsimoly  (Stiassny, 2001)
      - P. sp. "Maevarano"

    - Paretroplus lamenabe (Sparks, 2008)
    - Paretroplus loisellei (John Sparks & Robert Schelly, 2011)

  - Shallow-bodied csoport 
    - Paretroplus kieneri  (Arnoult, 1960)
    - Paretroplus gymnopreopercularis (Sparks, 2008)

## Előfordulásuk
Az Etroplus halnem India, a Paretroplus halnem Madagaszkár területén honos.